# Kao Gong Ji
Das Kao Gong Ji (考工记), ist ein klassisches Werk über Wissenschaft und Technologie im  frühen China, zusammengestellt in der Zeit der Streitenden Reiche zwischen dem fünften und dritten Jahrhundert vor unserer Zeitrechnung und später übernommen in die Riten der Zhou. Der Titel wurde im Englischen unterschiedlich übersetzt als Record of Trades, Records of Examination of Craftsman oder Artificers' Record.
Im Laufe der Zeit entstanden weitere Ausgaben und Kommentierungen, wie das im Jahr 1235 erschienene Kao Gong Ji Jie von Lin Xiyi 林希逸. Eine bedeutende Kommentierung stammt von Dai Zhen 戴震 (Kao Gong Ji Tu, 1748). Es wird vermutet, dass das Kao Gong Ji von einem Verwaltungsbeamten geschrieben wurde, um dem Kaiser zu versichern, dass alles unter Kontrolle sei. Es ist Teil eines Handbuchs, wie das Kaiserreich zu führen ist.
Das Kao Gong Ji ist die weltweit älteste bekannte technische Enzyklopädie. Das Buch enthält Anweisungen zur Herstellung von Gegenständen wie metallene Behälter, Streitwagen und Waffen. Es enthält auch sechs Rezepte für die Herstellung von Bronze.
2022 identifizierten Forscher die dort genannten Hauptbestandteile zur Herstellung von Bronze, Jin und Xi, die lange Zeit für Kupfer and Zinn gehalten wurden, als möglicherweise vorverarbeitete Legierungen, deren genaue Zusammensetzung noch nicht bestimmt wurde. Dies offenbart eine unerwartete Komplexität der in der frühen chinesischen Metallverarbeitung.

## Englischsprachige Übersetzungen
- Jun Wenren: Ancient Chinese Encyclopedia of Technology: Translation and Annotation of the 'Kaogong Ji' (The Artificers Record). Routledge, 13. Oktober 2017, OCLC 1063733507.
- Zengjian Guan, Konrad Herrmann: Kao Gong Ji: The World's Oldest Encyclopaedia of Technologies. BRILL, 19. Dezember 2019, OCLC 1139014244.